# Давыдова, Марина Юрьевна
Марина Юрьевна Давыдова (род. 27 ноября 1966, Баку) — российский театровед, театральный критик, театральный продюсер, театральный режиссер, преподаватель. Кандидат искусствоведения (1992). Главный редактор журнала «Театр» (2010—н. в.). Арт-директор российского театрального фестиваля NET (Новый европейский театр) (1998—н. в.). Программный директор драматического направления Зальцбургского фестиваля (2022—2024). Программный директор театрального фестиваля Wiener Festwochen 2016 года.

## Биография
В 1988 году окончила театроведческий факультет ГИТИСа, ученица Инны Соловьёвой, руководившей курсом. Затем с 1988 года училась в аспирантуре Российского института искусствознания (отдел классического искусства Запада), где в 1992 году получила ученую степень кандидата искусствоведения, защитив диссертацию на тему «Природа театральности английской постренессансной трагедии» (научный руководитель — Алексей Бартошевич). С 1992 года работала в этом институте старшим научным сотрудником. С 1992 по 2000 год преподавала курсы по истории западноевропейского театра во ВГИКе, РГГУ и Школе-студии МХАТ. В 1995—2000 годах вела мастер-класс по театральной критике на театроведческом отделении историко-филологического факультета РГГУ.
С 1997 года в качестве театрального критика обозревает театральные темы и события в российских медиа. В 1997—1998 годах была театральным обозревателем газет «Московские новости» и «Русский телеграф». Затем являлась театральным обозревателем газет «Время МН» (1998—2000) и «Время новостей» (2000—2002). В 2002 году заведовала отделом культуры в газете «Консерватор». В 2003—2011 годах была театральным обозревателем газеты «Известия». С 2008 по 2012 год работала шеф-редактором раздела «Театр» портала OpenSpace.ru. С 2012 года была обозревателем и колумнистом издания Colta.ru. Была автором журнала «Эксперт».
С 2010 года является главным редактором журнала «Театр».
В 2001 году под редакцией Давыдовой вышла коллективная монография «Западноевропейский театр от эпохи Возрождения до рубежа XIX—XX вв.». В 2005 году выпустила книгу «Конец театральной эпохи (новейшая история русского театра)», изданную под эгидой театрального фестиваля «Золотая маска». Критика оценила эту книгу как яркую и объёмную, но не свободную от определённых внутренних противоречий. В 2006 году книга была удостоена Международной премии имени Станиславского. В 2018 году выпустила новый сборник статей за прошедшие годы — «Культура Zero. Очерки русской жизни и европейской сцены».
C 1998 года наряду с театральным критиком Романом Должанским является арт-директором российского театрального фестиваля NET (Новый европейский театр), ежегодно представляющего в Москве современное театральное искусство. Как арт-директор выступала одним из ключевых организаторов фестиваля, формировала его программу.
В 2014 году назначена программным директором театрального фестиваля Wiener Festwochen 2016 года, впоследствии занималась консультированием фестиваля.
В 2017 году дебютировала как режиссёр, поставив в берлинском театре Hebbel am Ufer спектакль «Eternal Russia», в котором также выступила автором идеи и текста. В 2018 году на фестивале BITEF (Белград) спектакль был удостоен специального приза международного жюри.
В апреле 2019 года в качестве автора текста и режиссера выпустила в гамбургском театре «Thalia Theater» свой второй спектакль — «Checkpoint Woodstock» (постановка сделана совместно с Литовским национальным драматическим театром и в сотрудничестве с Гоголь-центром).
В 2022 году выступила с протестом против российского вооружённого вторжения на Украину, после чего на двери её московской квартиры неизвестными была нанесена буква Z. Давыдова покинула Россию, заявив о поступавших к ней угрозах.
В ноябре 2022 года назначена программным директором драматического направления Зальцбургского фестиваля. Спустя год Зальцбургский фестиваль экстренно расторг договор с Давыдовой в связи с тем, что она, вопреки содержавшимся в договоре обязательствам не вести никакой другой кураторской работы, выступила одним из авторов программы берлинского фестиваля артистов в изгнании Voices; директор Зальцбургского фестиваля Маркус Хинтерхойзер подчеркнул, что разрыв фестиваля с Давыдовой не означает недовольства подготовленной ею программой 2024 года. В прессе, однако, отмечалось, что программа Давыдовой всё же вызвала определённое недовольство.
Пять раз входила в состав экспертного совета российской театральной премии «Золотая маска» по конкурсам «Драматический театр и театр кукол» (1998, 1999, 2003, 2007, 2013), три из них — в качестве председателя совета (2003, 2007, 2013). Трижды была членом жюри российской театральной премии «Золотая маска» по конкурсам «Драматический театр и театр кукол» (2005, 2010, 2012).

## Семья
Муж — Борис Зиновьевич Фаликов, историк.
Сын — Игнат Давыдов (род. 2001).